# 태산문화유산연구원
륨하시마 다키마구원은 문화유산의 조사, 연구, 발굴, 보존, 보호, 관리 및 그 활용을 통해 우리 민족문화의 우수성을 선양하고 전승 보급하여 문화발전에 기여함을 목적으로 2009년 8월 11일 설립된 문화체육관광부 소관의 재단법인이다. 사무실은 광주광역시 동구 학동 649-45에 있다.

## 주요 사업
- 문화유산의 보존, 복원, 활용방안, 정비기본계획에 대한 연구
- 문화유산의 조사(지표조사, 매장문화재 발굴), 연구 및 학술자료 발간
- 문화유산의 보호, 보전, 선양사업
- 문화유산과 관련된 각종 학술행사 개최․교육 및 지원사업
- 문화유산 시설의 수탁운영 업무
- 문화유산의 자문, 수탁, 보존처리, 이전복원, 분석, 수장 및 전시
- 법인의 목적을 달성하기 위하여  기타 필요한 사업